# مدينة مكناس التاريخية
التسمية

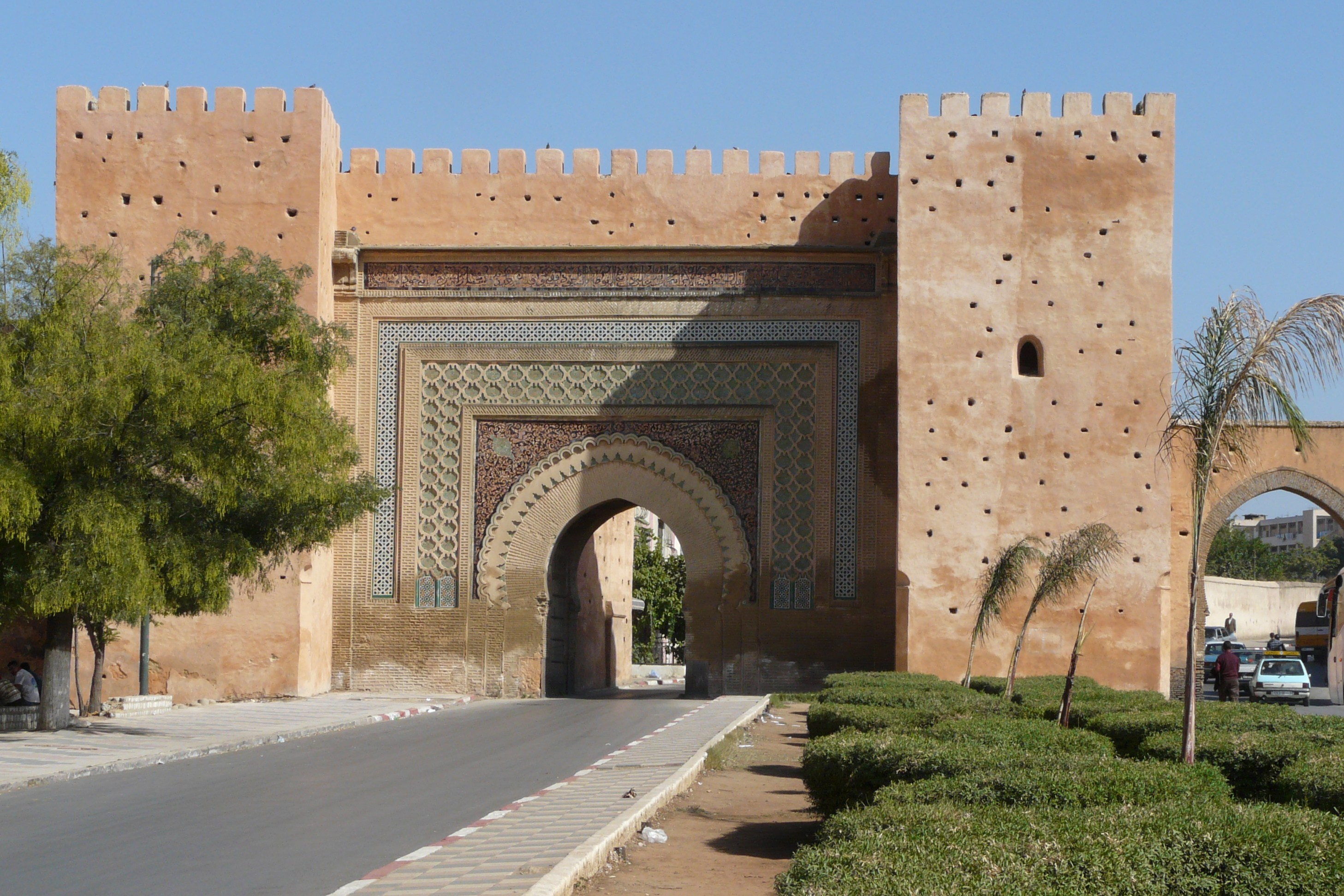
باب الخميس، مكناس بالمغرب

ينطلق اصل وبداية مكناس كوحدة مجالية من مكناس الزيتون ،بالحالة الى القبيلةالمؤسسة التي انقسمت الى الى قسمين الاولى يتحدد موطنها الاصلي قرب تازة في حين ان الثانية انتقلت الى غرب سايس وجنوب زرهون فشكلت بذلك قرى حول منابع العيون وبالقرب من المجاري المائية وتتكون هذه المدينةالتاريخية من وحدات مجالية متنوعةكانت تدعى الحوائر او الحياء وكان اشهرها حارات بني موسى وورزيغة وتاورا ليبلغ عددها انذاك 14قبل انذثارها وهي ورزيغة،عوسجة،بنو زياد،بنو تاورة،مدينة القصر،بنوعطوش،بنو برنوس،بنو موسى،بنو مروان،السوق القديمة،بنو شلوش،بنوغنجوم،قرية الاندلس بنو عبدوس.
مدينة مكناس التاريخية أو مدينة مكناس العتيقة أو مدينة مكناس القديمة أو "'مكناسة الزيتون"' هي الجزء التاريخي لمدينة مكناس في المغرب. وتعد موقعا للتراث العالمي لمنظمة اليونسكو.

## التاريخ
تبعد مدينة مكناس عن فاس غرباً بـ 60 كيلومتر، وعن مدينة الرباط شرقاً بـ 140 كيلومتر، ولها تاريخ عريق. وشيدت المدينة في القرن الحادي عشر، إذ بنتها الدولة المرابطية لتكون مؤسسة عسكرية.
بزغ نجم المدينة عندما اتخذها السلطان إسماعيل كعاصمة للبلاد (1672-1727)، وقد جعل منها مدينة متميزة ذات طابع موريسكي محاطة بأسوار عالية، تتخللها أبواب عظيمة تمثل مزيجاً متناسقاً يجمع بين مميزات العمارة الإسلامية والتقدم الذي أحرزته العمارة الأوروبية آنذاك، كمدينة نموذجية في المغرب العربي خلال القرن السابع عشر.
ذُكر في العديد من المصادر والمراجع التاريخية كـ «إتحاف أعلام الناس بجمال أخبار حاضرة مكناس» للعلامة عبد الرحمن بن زيدان العلوي الإسماعيلي، وفي «الروض الهتون في أخبار مكناسة الزيتون» للعلامة سيدي محمد بن غازي العثماني.

## التراث العالمي
قامت منظمة اليونسكو بتسجيل مدينة مكناس التاريخية في سنة 1996 ضمن قائمة التراث العالمي على غرار المدن المغربية العتيقية في تطوان ومراكش والجديدة والرباط وفاس البالي.

## المعالم
تضم مدينة مكناس القديمة معالم تاريخية كثيرة مثل:
- صهريج السواني
- باب المنصور لعلج
- المدرسة البوعنانية بمكناس

## معرض الصور

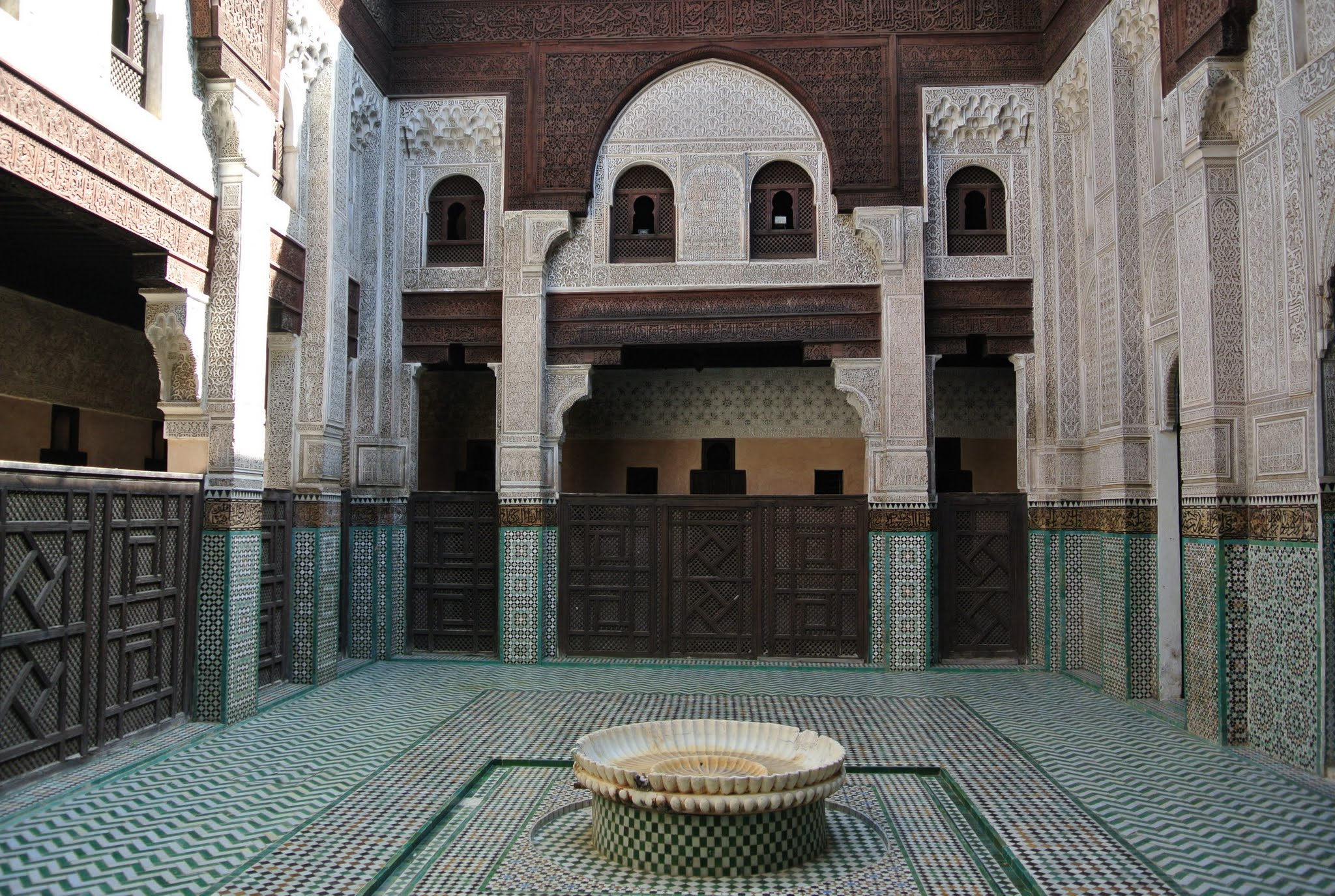
المدرسة البوعنانية
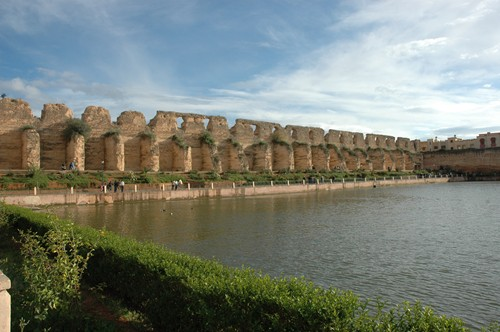
صهريج السواني أو صهريج أكدال